# Tivenys
Tivenys est une commune de la province de Tarragone, en Catalogne, en Espagne, de la comarque du Baix Ebre.

## Économie
L'agriculture est l'activité principale des habitants de Tivenys. Les gens cultivent des oliviers (970 ha), amandes (112 ha), caroubes (273 ha) et quelques vignes (76 hectares) et une très importante production d'arbres fruitiers, notamment les pêches et les agrumes, sont exportés, ainsi que des légumes domestiques.

## Lieux et monuments
Tivenys possède une fabrique artisanale de céramique. On peut y voir encore les ouvriers façonner les différentes pièces qui sont exposées dans un magasin, vitrine de la production. Les plats, assiettes, tasses et autres bols sont facilement reconnaissables par leurs couleurs jaune-crème pour le corps de la pièce, les bords et extrémités étant d'un vert foncé.